# Галотрихит
Галотрихит — минерал класса сульфатов, формула FeAl2[SO4]4·H2O.

## Название
Латинское название halotrichum образовано от греческих слов ἅλς (соль) и θριξ, род. пад. τρίχος (волосы), поскольку волокнистое строение минерала внешне напоминает волосы.

## Свойства
Сингония моноклинная.  Цвет белый, серо-белый, желтоватый, зеленоватый. 
Микроскопические исследования показывают, что минеральные агрегаты галотрихита достигают размера 150 мкм; внутри них выделяются пластинчатые формы длиной до 30 мкм. Агрегаты имеют многочисленные варианты форм и размеров: корочки, налёты, радиально-волокнистое и спутанно-волокнистое строение. Имеет вяжущий вкус.